# The Sly Trilogy
The Sly Trilogy (conosciuto in America del Nord come The Sly Collection e in Asia come Sly Cooper Collection) è una raccolta di videogiochi per PlayStation 3 e PlayStation Vita che comprende la versione rimasterizzata in alta definizione dei primi 3 capitoli per PlayStation 2 della saga di Sly Cooper: Sly Raccoon, Sly 2: La banda dei ladri e Sly 3: L'onore dei ladri su un singolo Blu-ray Disc. Essi sono riprodotti in 720p con supporto 3D, l'aggiunta dei trofei e dei nuovi minigiochi denominati Sly Minigames con supporto PlayStation Move. Il videogioco è stato annunciato all'E3 2010. I giochi originali sono sviluppati da Sucker Punch Productions, ma la nuova resa grafica è ad opera di Sanzaru Games.

## Distribuzione
L'opera, precedentemente annunciata durante l'E3 2010, è uscita per la console Playstation 3 in formato Blu-ray Disc e digital download sul Playstation store il 9 Novembre 2010. Per vederlo alla luce anche sulla console Playstation vita dobbiamo aspettare il 27 Maggio 2014, con un prezzo al mercato di $29,99.  Anche in quest'ultima piattaforma il gioco si propone sia in formato cartuccia che in digital download sul Playstation store. La cartuccia, in particolare, verrà messa in commercio contentendo solamente i primi due capitoli della serie. Per giocare a Sly 3: L'onore dei ladri, bisognerà utilizzare un codice (contenuto nell'apposita custodia) che permetterà di riscattare gratuitamente il titolo sullo store proprietario Sony.

## Accoglienza
Il titolo è stato accolto positivamente dalla critica. Su Metacritic ha totalizzato un punteggio di 85/100 sulla base di 46 recensioni. La rivista Play Generation diede alla versione per PlayStation 3 un punteggio di 90/100, apprezzando la presenza dell'intera saga storica di Sly Cooper su unico disco, la resa grafica di Sly 3 ed il doppiaggio e come contro il fatto che solo alcuni minigiochi erano divertenti e la resa in HD di Sly Raccoon era la meno appagante. La stessa testata la classificò come una delle quattro migliori raccolte di classici in alta definizione.